# ʿAqīqa
La ʿaqīqa (in arabo عقيقة‎?) è la tradizione islamica che prevede l'effettuazione del sacrificio di un animale in occasione della nascita di un figlio. 
Il rito della ʿaqīqa non è obbligatorio, ma è altamente raccomandato ed è ritenuto importante dalla tradizione. Il sacrificio deve essere effettuato sette giorni dopo la nascita; in questa occasione si tagliano i capelli al bambino e gli si impone il nome. Se vi sono degli impedimenti, il sacrificio può essere posticipato al 14° o al 21º giorno; se non è possibile effettuarlo neanche in queste date, lo si può rimandare e compierlo prima che il bambino raggiunga la pubertà. In genere si sacrifica una pecora o una capra; parte della carne viene donata ai poveri, il resto viene consumato in un pasto organizzato con parenti ed amici per festeggiare la nascita. Tra i musulmani sunniti c'è l'usanza di sacrificare un animale per la nascita di una femmina e due animali per la nascita di un maschio, mentre tra gli sciiti non c'è questa differenza.